# Macrocondyla penai
Macrocondyla penai är en tvåvingeart som beskrevs av Hall 1976. Macrocondyla penai ingår i släktet Macrocondyla och familjen svävflugor. Inga underarter finns listade i Catalogue of Life.